# 保卫塞瓦斯托波尔 (电影)
保卫塞瓦斯托波尔（俄語：Оборона Севастополя/ Воскресший Севастополь）是一部于1911年上映的俄罗斯帝国历史战争片，故事背景是发生在克里米亚战争期间的塞瓦斯托波爾圍城戰。该片也是俄罗斯帝国制作的首部劇情長片，于1911年10月26日在沙皇尼古拉二世位于克里米亚的里瓦幾亞宫內首映。该片也是世界首部用两架摄影机拍摄的电影。该片其他突出之处还包括使用特殊“音效”（枪炮声）以及请真正参加过战争的老兵做顾问。